# Stejnonožci
Stejnonožci (Isopoda) je řád korýšů. Vyznačují se zploštělým tělem a přisedlýma očima. Hlava jim srůstá s předními hrudními články. Na rozdíl od většiny korýšů karapax nekryje celé tělo, ale pouze hlavu. Mají sedm párů nohou: hrudní končetiny slouží k pohybu, na rozeklaných zadečkových končetinách jsou umístěny dýchací orgány.
Je známo asi 4000 druhů. Žijí převážně ve vodě (např. beruška vodní z čeledi beruškovití – Asellidae), i suchozemské druhy vyhledávají stinná a vlhká místa (např. svinka). První stejnonožci se objevili na Zemi před 300 miliony lety. Měří zpravidla několik centimetrů, ale největší z nich, batynomus obrovský, dorůstá až půlmetrové délky.
Mezi stejnonožci jsou dravé, býložravé i parazitické druhy, např. Cymothoa exigua je jedním z nejzajímavějších parazitů ryb.
V našich podmínkách se ve sklepích a na vlhčích místech v domech hojně vyskytuje stínka zední (Oniscus asellus) z čeledi stínkovití (Oniscidae). Živí se různými organickými zbytky a je neškodná. Na zastíněných a vlhčích místech na loukách a v lesích, pod kameny, kůrou, příp. ve sklepích, často mezi cihlami složenými pod širým nebem se vyskytuje stejně neškodná stínka obecná (Porcellio scaber). Živí se tlejícími organickými zbytky. Obvykle se shlukuje do větších skupin složených z různě starých jedinců (mohou být cítit čpavkem). Stínky se v nebezpečí nedokážou svinout do kuličky jako svinky (čeleď Armadillidiidae – svinkovití) a svinule (řád Glomerida – svinule, čeleď Glomeridae – svinulovití).

## Podřády
- Asellota
- Calabozoida
- Cymothoida
- Limnoriidea
- Microcerberidea
- Oniscidea
- Phoratopidea
- Phreatoicidea
- Sphaeromatidea
- Tainisopidea
- Valvifera

## Galerie

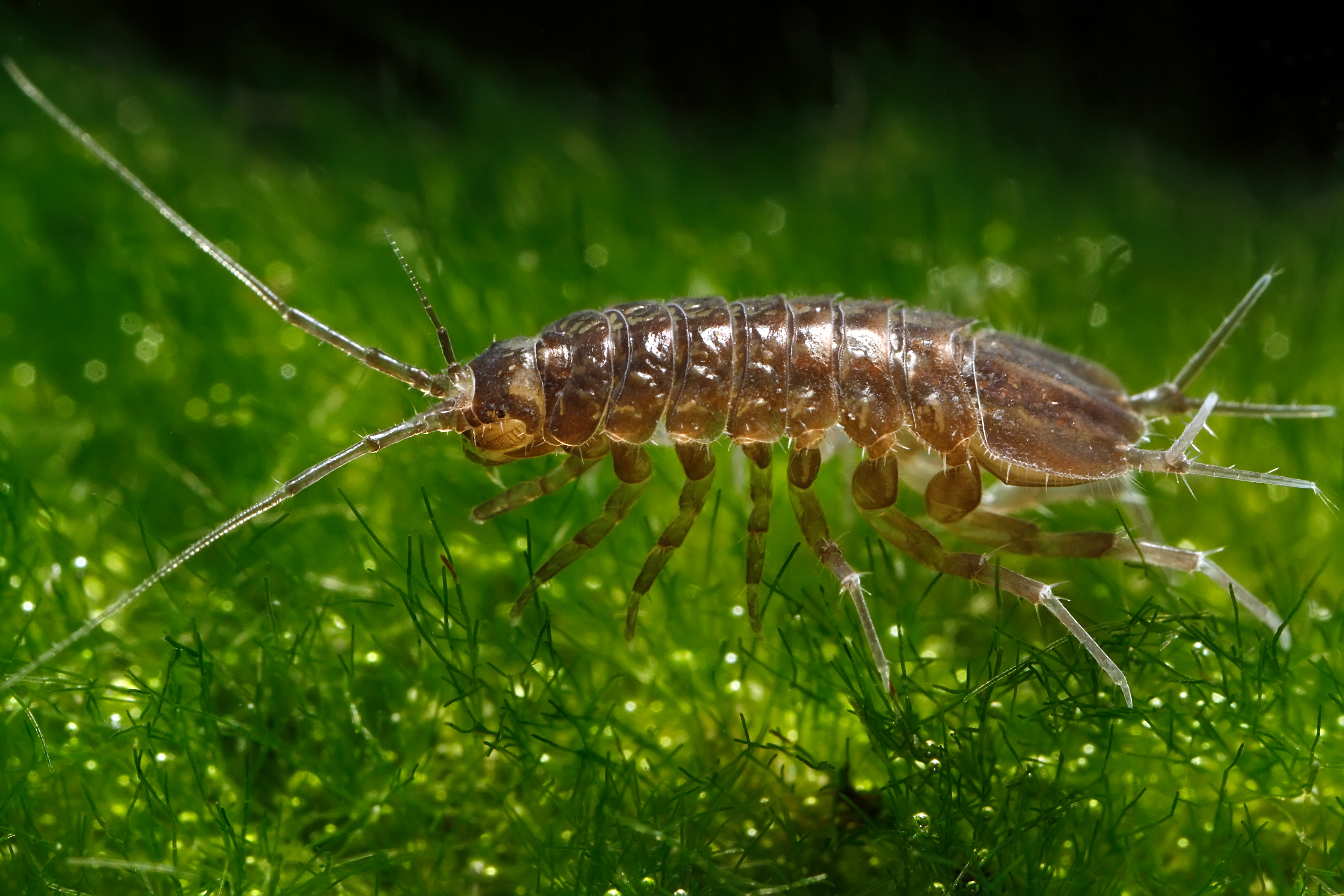
beruška vodní z podřádu Asellota
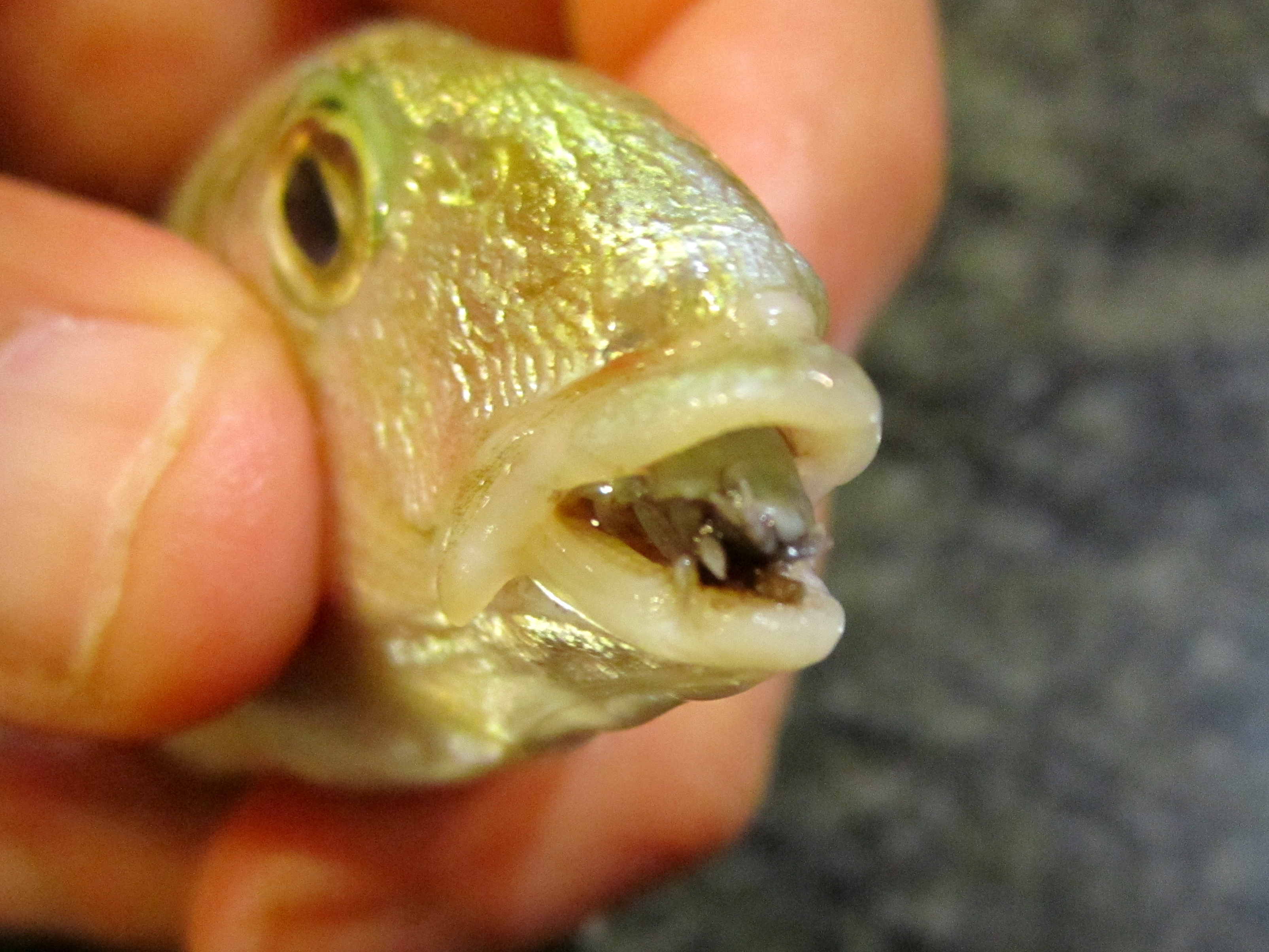
Cymothoa exigua z podřádu Cymothoida
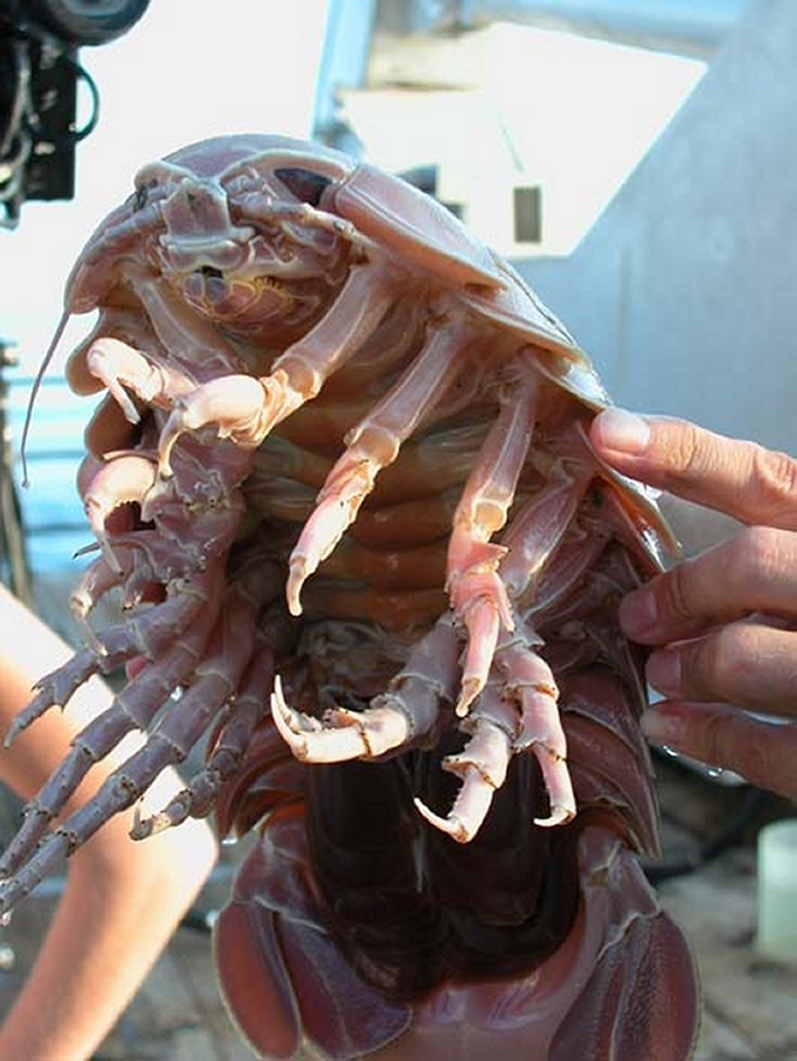
batynomus obrovský z podřádu Cymothoida
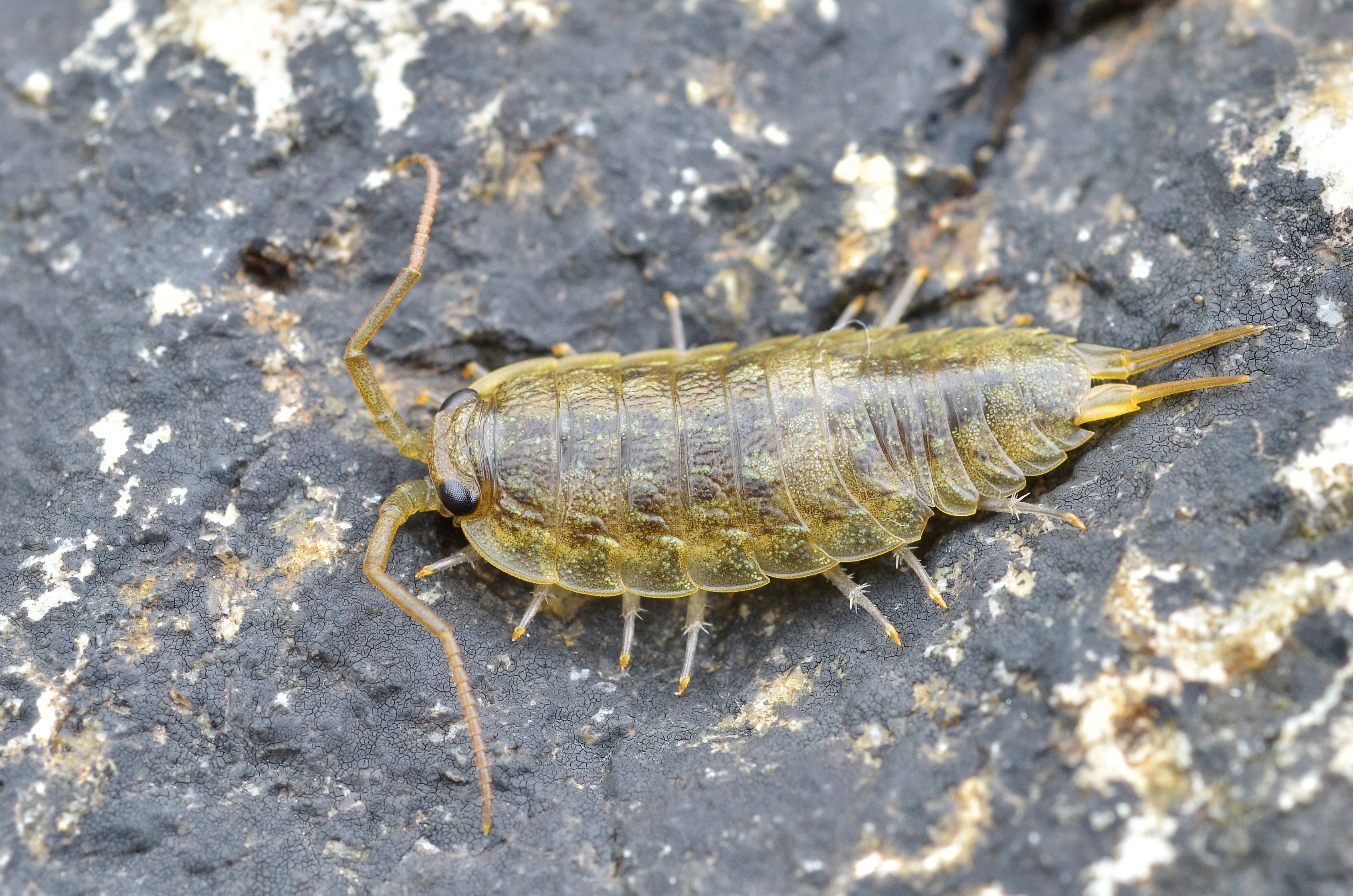
Ligia oceanica z podřádu Oniscidea
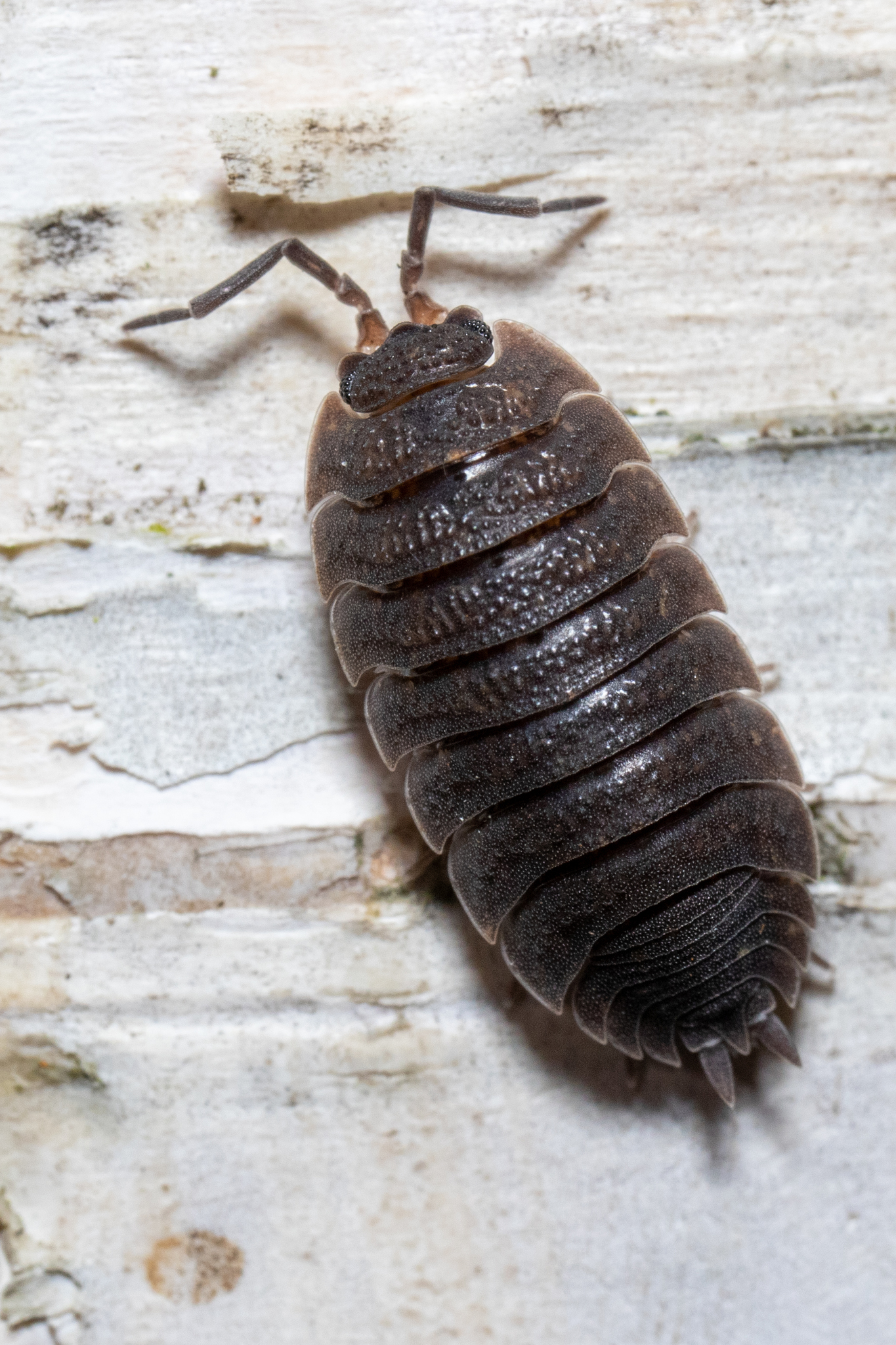
stínka obecná z podřádu Oniscidea
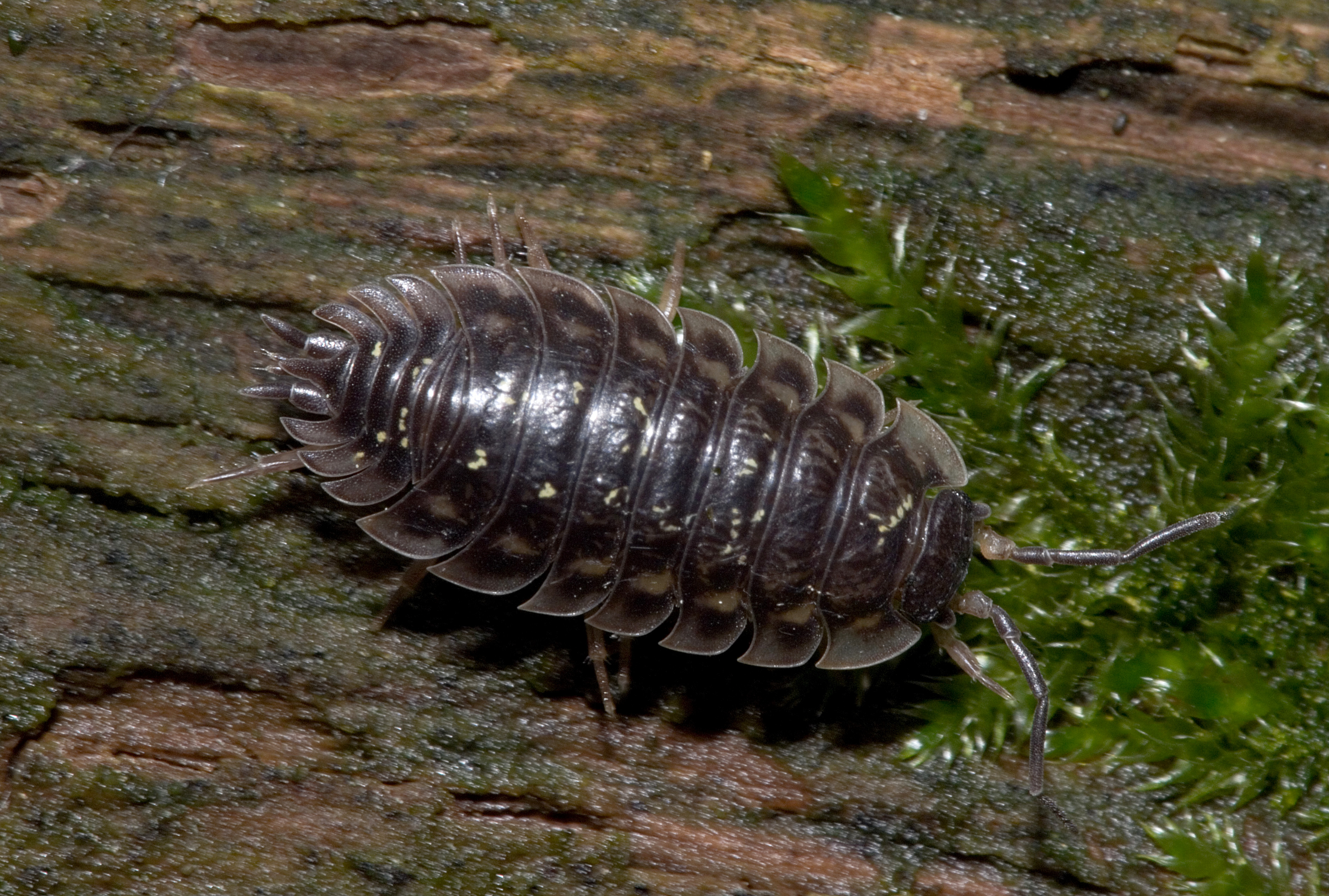
stínka zední z podřádu Oniscidea
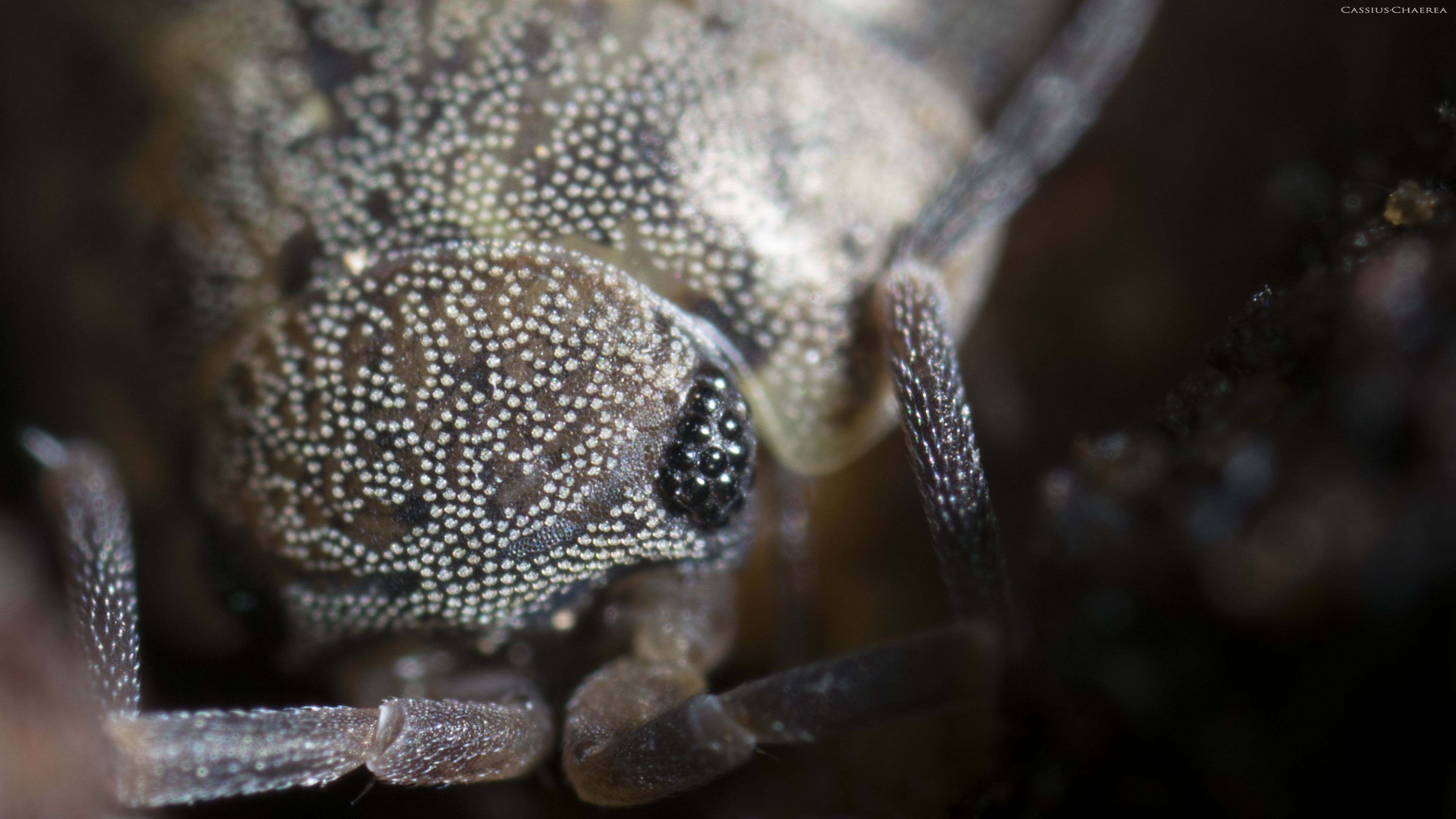
stínka drobná z podřádu Oniscidea
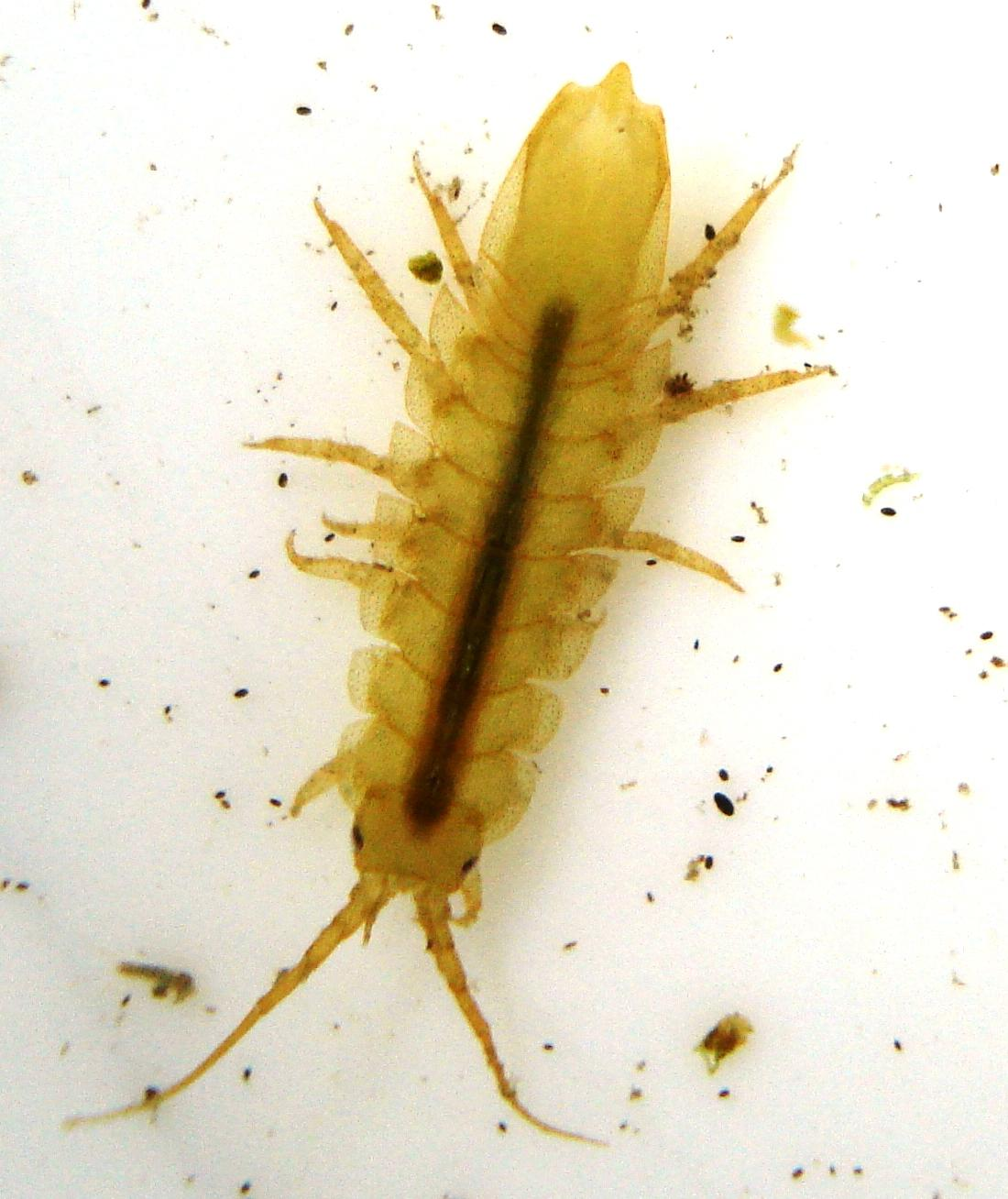
Idotea balthica z podřádu Valvifera
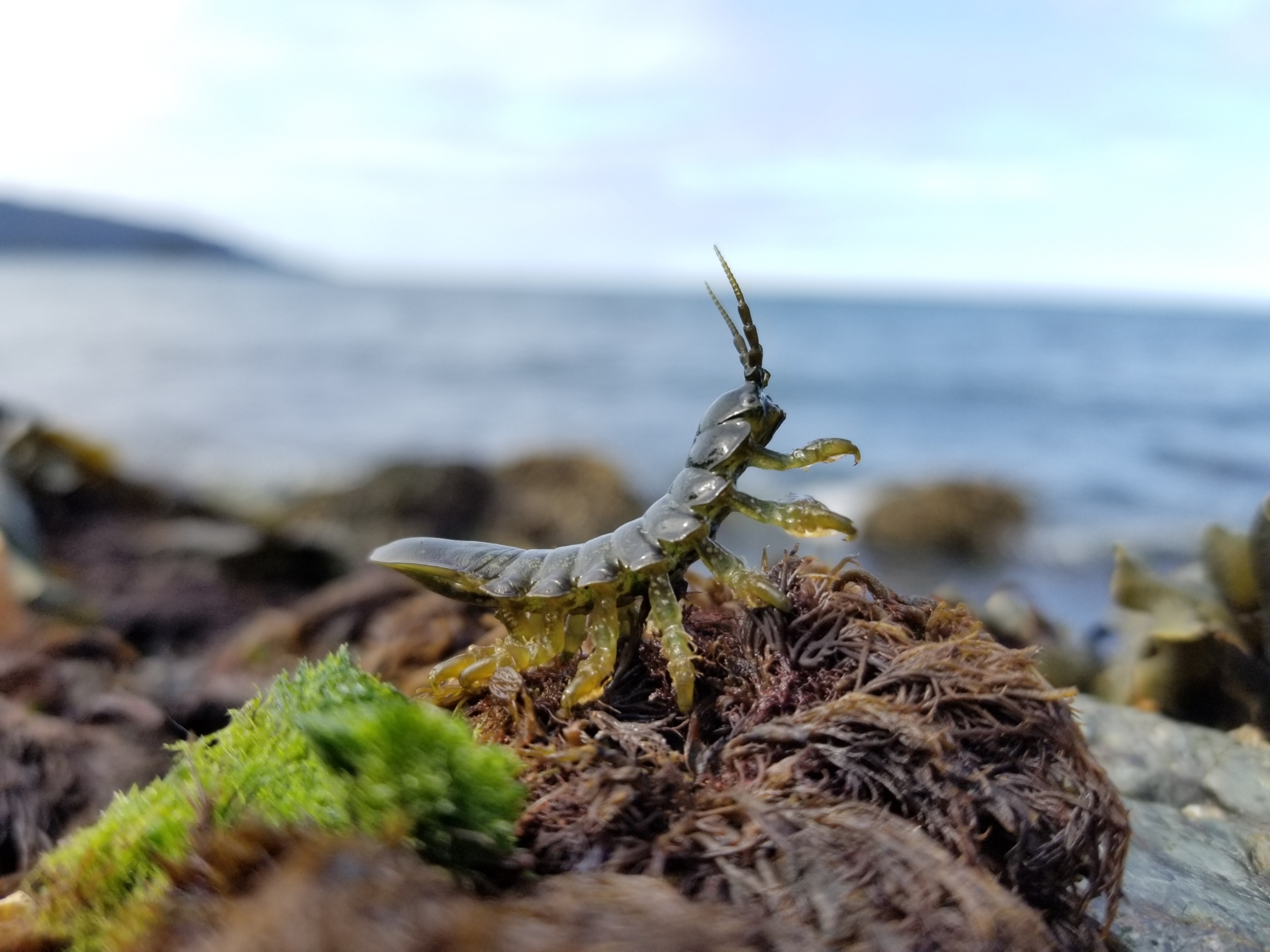
Pentidotea wosnesenskii z podřádu Valvifera